# Кик-бокс клуб Вележ
'Кик-бокс клуб „Вележ“ је кик-бокс клуб из Невесиња. 

## Историјат
Основан је 1998. под називом Кик-бокс клуб „Аристон“, а од 2003. носи име „Вележ“. Оснивачи су били Неђо Братић, Бранко Граховац и Радован Братић, који је уједно био и први предсједник клуба. Од оснивања, кроз клуб је прошло више од 400 чланова. Чланови клуба 12 пута су (2001–2018) бирани за најбоље спортисте Невесиња. Најзначајније резултате постигли су: Дејан Драговић (јуниорски првак Европе и професионални првак Балкана, вишеструки првак Републике Српске и Босне и Херцеговине, освајач Свјетског и Европског купа, репрезентативац БиХ), Огњен Шмркић (првак Балкана и вишеструки првак Републике Српске и Босне и Херцеговине, проглашен најбољим јуниором СРЈ 2001), Синиша Гамбелић (професионални првак Балкана и вишеструки првак
Републике Српске и Босне и Херцеговине), Феђа Трбоња (вишеструки првак Републике Српске и Босне и Херцеговине и освајач Европског купа), Иван Петковић (репрезентативац БиХ, вишеструки освајач Европског
и Свјетског купа, троструки првак Балкана, вишеструки првак Републике Српске и Босне и Херцеговине, проглашен најбољим јуниором Србије 2018), Ивана Радић (репрезентативка БиХ, двострука првакиња Балкана
и вишеструка првакиња Републике Српске и Босне и Херцеговине), Сергеј Пудар (трећепласирани на Европском првенству, вишеструки првак Републике Српске и Босне и Херцеговине и репрезентативац БиХ) и Лука Терзић (вишеструки првак Републике Српске и Босне и Херцеговине и репрезентативац БиХ). Поред чланства у кик-бокс савезима Републике Српске и Босне и Херцеговине, клуб је и члан Кик-бокссавеза Србије.